# Amanda Lindh
Amanda Jennifer Elisabeth Lindh, född 5 augusti 2000, är en svensk skådespelare.

## Biografi
Amanda Lindh utbildade sig på Base 23s musikallinje i Stockholm och är främst känd för sin roll som Bianca i Bonusfamiljen. Hon har efter det medverkat i Viaplay-serierna Cryptid, Lyckoviken och Zebrarummet. Utöver skådespelet har Lindh även medverkat som dansare i Melodifestivalen 2015 och 2017, samt varit stand-in-dansare i Eurovision Song Contest år 2016.

## Filmografi
- 2017–2021 – Bonusfamiljen (TV-serie)
- 2019 – Tall Girl (röstroll, Jodi Kreyman)
- 2020 – Cryptid (TV-serie)
- 2020–2021 – Lyckoviken (TV-serie)
- 2021 – Zebrarummet (TV-serie)
- 2022 – Tall Girl 2 (röstroll, Jodi Kreyman)
- 2022 – Feed
- 2023 – Karusell
- 2025 – Vi dör i natt